# Gunther Spielvogel
Gunther Spielvogel (* 27. April 1944 in Sosnowitz (Schlesien), heute Sosnowiec/Polen, aufgewachsen in Weil am Rhein) ist ein ehemaliger deutscher Leichtathlet, der sich auf den Hochsprung spezialisiert hatte. Er startete für den TSV Bayer 04 Leverkusen und wog 86 kg bei einer Körpergröße von 1,91 m. Er springt den so genannten Straddle.

## Erfolge national
Spielvogel gewann zwischen 1964 und 1971 insgesamt fünf Deutsche Meistertitel:
- 1964: Meister Halle (2,04 m)
- 1965: Dritter Freiluft und Vizemeister Halle
- 1966: Dritter Freiluft
- 1967: Meister Halle (2,10 m)
- 1968: Vizemeister Freiluft und Meister Halle (2,12 m)
- 1969: Dritter Freiluft und Meister Halle (2,12 m)
- 1971: Meister Freiluft (2,17 m) und Dritter Halle

## Erfolge international
Auch auf internationaler Ebene trat Spielvogel mehrfach in Erscheinung, wobei er seinen größten Erfolg bei den Olympischen Spielen 1968 in Mexiko-Stadt feiern durfte. Zunächst profitierte er davon, dass weniger als zwölf Athleten die geforderte Qualifikationshöhe von 2,14 m meisterten und somit sämtliche 2,12-Meter-Springer, zu denen auch Spielvogel gehörte, ins Finale nachrückten. Dann aber steigerte er sich und wurde mit im zweiten Versuch übersprungenen 2,14 m bester deutscher Teilnehmer (Platz sieben) vor Ingomar Sieghart (Platz neun) und dem amtierenden deutschen Meister Thomas Zacharias (Platz 14). Die Teilnahme an den Spielen vier Jahre zuvor in Tokio war ihm als Vierter der Deutschen Meisterschaften versagt geblieben. Für die Spiele 1972 in München konnte er sich zwar qualifizieren, musste jedoch verletzungsbedingt absagen.
Spielvogel nahm an zwei Europameisterschaften – 1966 in Budapest und 1971 in Helsinki – teil, scheiterte jedoch beide Male bereits in der Qualifikation. Erfolgreicher war er bei den Europäischen Hallenspielen, dem Vorläufer der Leichtathletik-Halleneuropameisterschaften, wo er zwei Endkampfteilnahmen zu verzeichnen hat: 1967 in Prag wurde er mit 2,08 m Fünfter, 1968 in Madrid mit 2,05 m Vierzehnter. Auch im darauffolgenden Jahr in Belgrad trat er an, hatte jedoch keinen gültigen Versuch.
Seine persönliche Bestleistung liegt bei 2,18 m, die er am 12. September 1971 in Mainz sprang.

## Erfolge als Senior
Die Medaillen, die Spielvogel in jungen Jahren verwehrt blieben, gewann er als Senior. Seine Bilanz:
International:
- Senioren-Weltmeisterschaften
  - 1987 in Melbourne: Gold mit 1,87 m (M40)
  - 1993 in Miyazaki: Gold mit 1,80 (M45)
  - 1997 in Durban: Gold mit 1,78 m (M50)
- Senioren-Hallenweltmeisterschaften
  - 2006 in Linz: Platz 7 mit 1,51 m (M60)
- Senioren-Europameisterschaften
  - 2004 in Aarhus: Gold mit 1,60 m (M60). Spielvogel nahm alle Höhen im ersten Versuch.

National:
- Deutsche Senioren-II-Meisterschaften
  - 2005 in Vaterstetten: Gold mit 1,61 m (M60)
  - 2006 in Aachen: Silber mit 1,55 m (M60)
- Deutsche Senioren-Hallen- und Winterwurfmeisterschaften
  - 2005 in Düsseldorf: Gold mit 1,62 m (M60)
  - 2006 in Erfurt: Gold mit 1,62 m (M60)
  - 2007 in Düsseldorf: Gold mit 1,57 m (M60)
  - 2009 in Düsseldorf: Gold mit 1,51 m (M65)
  - 2010 in Sindelfingen: Gold mit 1,51 m (M65)
- Nordrhein-Seniorenmeisterschaften
  - 2005 in Leverkusen: Gold mit 1,63 m (M60)
  - 2006 in Mönchengladbach: Gold mit 1,60 m (M60)
  - 2007 in Essen: Gold mit 1,51 m (M60)
  - 2009 in Troisdorf: Gold mit 1,54 m (M65)

Altersklassen-Bestleistungen:
- M50: 1,80 m, erzielt am 12. Mai 1994 in Moers
- M55: 1,74 m, erzielt am 21. August 1999 in Hagen
- M60: 1,66 m, erzielt am 23. Mai 2004 in Mönchengladbach
- M65: 1,59 m, erzielt am 10. Juli 2009 in Vaterstetten

Außer Hochsprung betreibt Spielvogel auch Squash und Faustball. Während seines Sport-Studiums spielte er zudem Volleyball in der Ersten Bundesliga.

## Beruf
Spielvogel absolvierte eine Ausbildung zum Industriekaufmann und hängte dann ein Studium an der Sporthochschule Köln an, das er 1973 abschloss. Anschließend wurde er Sportlehrer am Bensberger Otto-Hahn-Gymnasium. Ferner ist er Jugendwart des TSV Bayer 04 Leverkusen. Er lebt in Refrath.